# アルベール・ラフェトラニアイナ
アルベール・ラフェトラニアイナ (Albert Tokinirina Rafetraniaina) は、マダガスカルのサッカー選手。ポジションはミッドフィールダー。セリエD・モルフェッタ・スポルティバ1917所属。

## 経歴
OGCニース所属時の2013-14シーズン第6節のヴァランシエンヌ戦でデビューした。